# Globimetula
Globimetula es un género con 13 especies de arbustos  perteneciente a la familia Loranthaceae. Es originario de África tropical.

## Taxonomía
El género fue descrito por Philippe Édouard Léon Van Tieghem y publicado en Bulletin de la Société Botanique de France 42: 264 en el año 1895. La especie tipo es Globimetula cupulata (DC.) Danser.

## Especies aceptadas
A continuación se brinda un listado de las especies del género Globimetula aceptadas hasta noviembre de 2014, ordenadas alfabéticamente. Para cada una se indica el nombre binomial seguido del autor, abreviado según las convenciones y usos.	
- Globimetula anguliflora (Engl.) Danser
- Globimetula braunii (Engl.) Danser
- Globimetula cornutibracteata Balle ex Wiens & Polhill
- Globimetula cupulata (DC.) Danser
- Globimetula dinklagei (Engl.) Danser
- Globimetula elegantiflora (Balle) Balle
- Globimetula kivuensis (Balle) Wiens & Polhill
- Globimetula mayombensis (De Wild.) Danser
- Globimetula mweroensis (Baker) Danser
- Globimetula oreophila (Oliv.) Danser
- Globimetula pachyclada (Sprague) Danser
- Globimetula rubripes (Engl. & K.Krause) Danser
- Globimetula zenkeri (Engl.) Tiegh.[2]